# Grand Prix automobile de Belgique 2004
GP précédent GP suivant
Le Grand Prix automobile de Belgique 2004 (Formula 1 Belgian Grand Prix 2004), disputé sur le circuit de Spa-Francorchamps dans les Ardennes belges le 29 août 2004 est la 727e épreuve de l'histoire du championnat du monde de Formule 1 courue depuis 1950 et la quatorzième épreuve du championnat 2004, qui en compte dix-huit.
La manche belge a retrouvé sa place dans le calendrier du championnat après avoir été supprimée en 2003, en raison de la nouvelle législation antitabac adoptée par la Belgique, qui était peu compatible avec les intérêts financiers de la F1.

## Classement de la course
| Pos  | N° | Pilote               | Écurie           | Tours | Temps/Abandon                      | Grille | Points |
| ---- | -- | -------------------- | ---------------- | ----- | ---------------------------------- | ------ | ------ |
| 1    | 6  | Kimi Räikkönen       | McLaren-Mercedes | 44    | 1 h 32 min 35 s 274 (198,824 km/h) | 10     | 10     |
| 2    | 1  | Michael Schumacher   | Ferrari          | 44    | + 3 s 132                          | 2      | 8      |
| 3    | 2  | Rubens Barrichello   | Ferrari          | 44    | + 4 s 371                          | 6      | 6      |
| 4    | 12 | Felipe Massa         | Sauber-Petronas  | 44    | + 12 s 504                         | 8      | 5      |
| 5    | 11 | Giancarlo Fisichella | Sauber-Petronas  | 44    | + 14 s 104                         | 5      | 4      |
| 6    | 15 | Christian Klien      | Jaguar-Cosworth  | 44    | + 14 s 614                         | 13     | 3      |
| 7    | 5  | David Coulthard      | McLaren-Mercedes | 44    | + 17 s 970                         | 4      | 2      |
| 8    | 17 | Olivier Panis        | Toyota           | 44    | + 18 s 693                         | 9      | 1      |
| 9    | 7  | Jarno Trulli         | Renault          | 44    | + 22 s 115                         | 1      |        |
| 10   | 16 | Ricardo Zonta        | Toyota           | 41    | + 3 tours                          | 20     |        |
| 11   | 18 | Nick Heidfeld        | Jordan-Ford      | 40    | + 4 tours                          | 16     |        |
| Abd. | 3  | Juan Pablo Montoya   | Williams-BMW     | 37    | Pneumatique                        | 11     |        |
| Abd. | 4  | Antônio Pizzonia     | Williams-BMW     | 31    | Boîte de vitesses                  | 14     |        |
| Abd. | 9  | Jenson Button        | BAR-Honda        | 29    | Accident                           | 12     |        |
| Abd. | 21 | Zsolt Baumgartner    | Minardi-Cosworth | 28    | Accident                           | 18     |        |
| Abd. | 8  | Fernando Alonso      | Renault          | 11    | Fuite d'huile                      | 3      |        |
| Abd. | 14 | Mark Webber          | Jaguar-Cosworth  | 0     | Accident                           | 7      |        |
| Abd. | 10 | Takuma Satō          | BAR-Honda        | 0     | Accident                           | 15     |        |
| Abd. | 20 | Gianmaria Bruni      | Minardi-Cosworth | 0     | Accident                           | 17     |        |
| Abd. | 19 | Giorgio Pantano      | Jordan-Ford      | 0     | Accident                           | 19     |        |

## Pole position et record du tour
- Pole position : Jarno Trulli en 1 min 56 s 232
- Tour le plus rapide : Kimi Räikkönen en 1 min 45 s 108 au 42e tour.

## Tours en tête
- Jarno Trulli : 9 (1-9)
- Fernando Alonso : 2 (10-11)
- Kimi Räikkönen : 29 (12-13 / 17-29 / 31-44)
- Juan Pablo Montoya : 1 (14)
- Michael Schumacher : 2 (15 / 30)
- Antônio Pizzonia : 1 (16)

## Statistiques
Ce Grand Prix de Belgique 2004 représente :
- La 2e pole position pour Jarno Trulli.
- La 2e victoire pour Kimi Räikkönen.
- La 138e victoire pour McLaren en tant que constructeur.
- La 43e victoire pour Mercedes en tant que motoriste.
- La 140e pole position pour Renault en tant que motoriste.
- Le 350e Grand Prix pour Renault en tant que motoriste.
- Le 700e Grand Prix pour Ferrari en tant que constructeur.
- À l'issue de cette course, Michael Schumacher remporte son septième et dernier titre de champion du monde des pilotes.